# Наступление Де Боно
Наступление Де Боно (ит. Offensiva di De Bono) представляет собой первую фазу итало-эфиопской войны и началось, когда итальянские войска генерала Эмилио Де Боно вторглись в эфиопскую провинцию Тыграй.

## Подготовка к наступлению
Инцидент в Уаль-Уале, произошедший между эфиопскими иррегулярными войсками и итальянскими колониальными войсками в форте одноименного пограничного города 5 декабря 1934 года, стал поводом к войне, предшествовавшим войне в Эфиопии.
Генерал Де Боно был главнокомандующим всеми итальянскими войсками в Восточной Африке. Он также был главнокомандующим силами вторжения из Эритреи, имея в общей сложности девять дивизий, разделенных на три корпуса. Генерал Родольфо Грациани находился в непосредственном подчинении Де Боно и был назначен командующим силами поддержки из итальянского Сомали. В начале боевых действий в Эритрее и Сомали действовало чуть более сотни самолетов.
В ноябре 1933 года по просьбе Муссолини Де Боно подготовил план вторжения в Эфиопию. Спланированное им указывало на классическую подготовку к вторжению, когда небольшие силы войск постепенно проникали на юг из Эритреи. Эти небольшие силы должны были создавать базы, с которых затем можно было бы наступать и наращивать наступление против противника. План Де Боно считался недорогим, простым и безопасным, но медленным.

## Наступление
В 5:00 утра 3 октября 1935 года войска генерала Эмилио Де Боно пересекли реку Мареб и двинулись из Эритреи в Эфиопию без объявления войны. В ответ на итальянское вторжение Эфиопия объявила войну Италии. На этом этапе кампании плохие пути сообщения представляли собой серьезное препятствие для вторгшихся итальянцев, которые поэтому, начиная от границы, начали строительство новых дорог.
5 октября I-й корпус взял город Адиграт, а 6 октября 1935 года Адуа был захвачен II-ым корпусом. Негус приказал различным расам вывести свои войска с реки Мареб. 6 октября 1935 года Лига Наций официально осудила нападение Италии и предложила принять меры против агрессора.
11 октября деджазмах Хайле Селассие Гугса и 1200 его людей сдались итальянскому командованию в Адагмосе. 14 октября Де Боно издал прокламацию, предписывающую отменить рабство. 
С 15 октября войска под командованием Де Боно двинулись из Адуа в Аксум для оккупации города. Де Боно въехал в город на триумфальном белом коне.
Тем временем эфиопы провели мобилизацию на северном фронте. Муссолини приказал начать новое наступление вглубь страны, которое привело к оккупации 8 ноября Мэкэле, который был резиденцией Хайле Селассие Гугса в регионе восточного Тыграя.
17 декабря 1935 года Де Боно получил телеграмму, в которой указывалось, что с захватом Мэкэле его миссия была завершена. Затем его заменил маршал Пьетро Бадольо. 16 января 1936 года Де Боно был произведён в маршалы Италии в награду за его усилия в африканской кампании.